# SK Slavia Prague B
El SK Slavia Prague B es un equipo de fútbol de la República Checa que juega en la Druha liga, la segunda división nacional.

## Historia
Fue fundado en el año 1897 en la capital Praga como el equipo filial del SK Slavia Praga como equipo participante del Campeonato de Bohemia-Moravia en ese año. Después el club estuvo inactivo hasta 1909 cuando entró a la Segunda División de Checoslovaquia, liga de la que salió campeón en 1958.
Durante los años 1960 estuvo entre la segunda y quinta división de Checoslovaquia hasta 1977 cuando abandonó la quinta división. En 1984 el club volvería a la actividad entre la tercera y cuarta división hasta la creación de la Bohemian Football League.
Tras la disolución de Checoslovaquia en 1993 pasó a formar parte de la Bohemian Football League hasta que fue campeón en 1997. En 2011 desciende de la Bohemian Football League y pasa a las categorías juveniles hasta 2019. En 2022 logra por primera vez el ascenso a la Druhá liga, la segunda división de República Checa, liga de la cual descendió tras una temporada.

## Palmarés

### Checoslovaquia
- Segunda División de Checoslovaquia: 1

1958

### República Checa
- Bohemian Football League: 3

1997, 2022, 2024